# Округ Њу Хановер (Северна Каролина)
Њу Хановер (енгл. New Hanover County) је округ у америчкој савезној држави Северна Каролина.

## Демографија
По попису из 2010. године број становника је 202.667, што је 42.36 (26,4%) становника више него 2000. године.
| Група             | 2000.           | 2010.           |
| Белци             | 126.453 (78,9%) | 155.631 (76,8%) |
| Афроамериканци    | 27.203 (17,0%)  | 29.907 (14,8%)  |
| Азијати           | 1.333 (0,8%)    | 2.410 (1,2%)    |
| Хиспаноамериканци | 3.276 (2,0%)    | 10.716 (5,3%)   |
| Укупно            | 160.307         | 202.667         |